# Elio Zagato

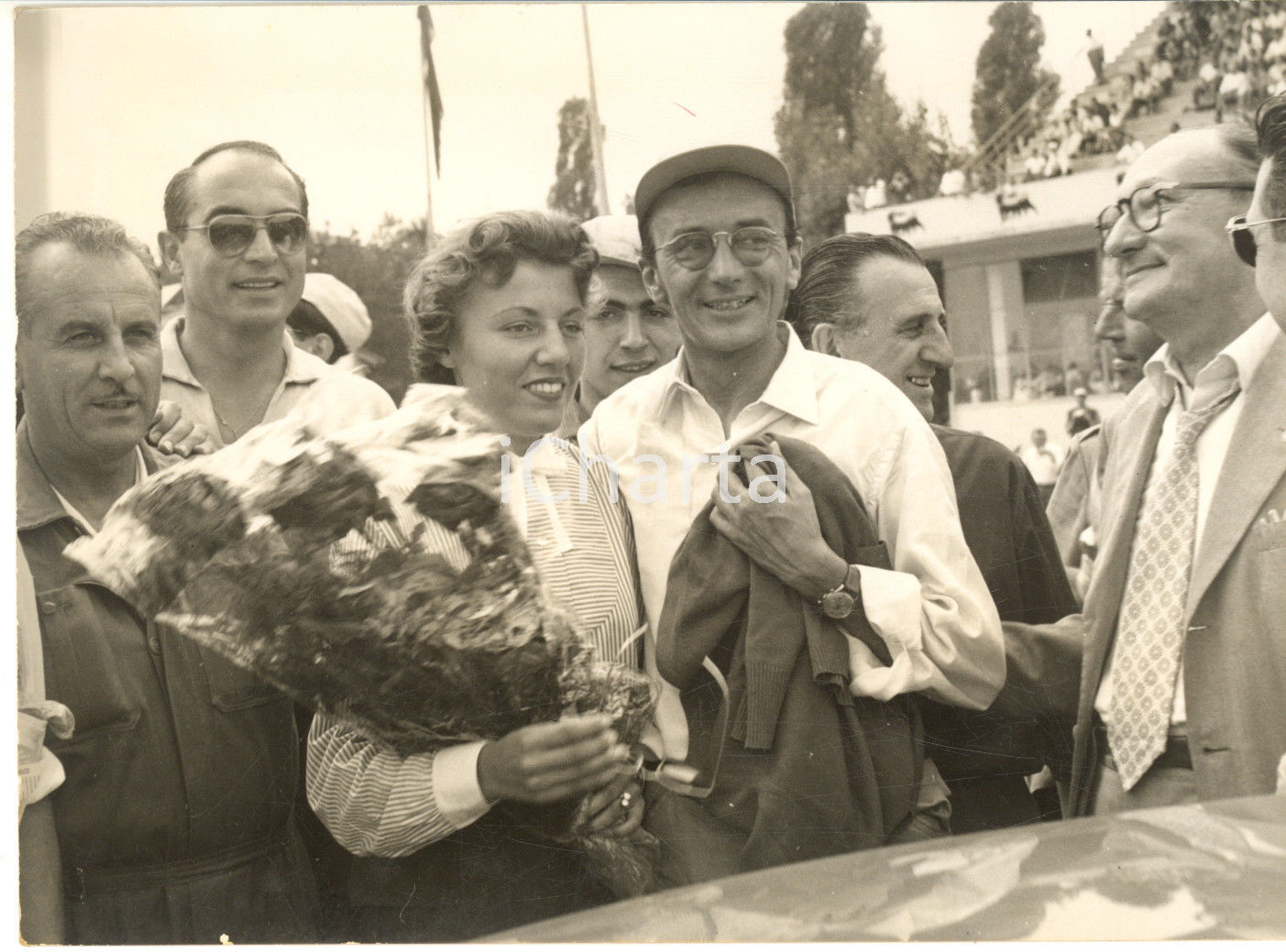
Coppa Intereuropa 1954

Elio Zagato (Milano, 27 febbraio 1921 – Milano, 14 settembre 2009) è stato un designer, imprenditore e pilota automobilistico italiano.

## Biografia
Come suo fratello Gianni Zagato nato nel 1929, Elio Zagato entrò nell'azienda paterna di design Zagato a Milano e, alla morte del padre Ugo nel 1968, ne divenne il direttore.
Corse e vinse alcune gare automobilistiche e fu uno dei fondatori della Scuderia Sant Ambroeus di Milano.  Fra le altre gare, vinse la Targa Florio, cinque GT series, una Coppa Inter-Europa, la Golden Cup delle Dolomites e la Berlin Avus Cup nel 1955. Inoltre, fu campione italiano nella classe 750 GT per le stagioni 1951 e 1952, alla guida di special carrozzata Zagato ed elaborata da Giannini, su autotelaio Fiat Topolino.
Suo figlio Andrea Zagato è nel 2009 responsabile dell'azienda familiare, insieme alla moglie Marella Rivolta-Zagato, figlia di Piero Rivolta produttore delle auto Iso.
La sua autobiografia Storie di corse e non solo è stata pubblicata nel 2002.

## Alcuni modelli disegnati
- Fiat 8V Zagato,
- Alfa Romeo 1900 SSZ,
- Ferrari 250 GTZ,
- Maserati A6G/54
- Aston Martin DB4 GT Zagato